# Jaroslav Demčák
Jaroslav Demčák (* 15. února 1978 Frýdlant) je český regionální politik, krajský zastupitel Libereckého kraje, starosta Hejnic na Liberecku. Pracoval jako učitel a od roku 2008 je pořadatelem Hejnických slavností.
V letech 1999 až 2006 pracoval jako učitel odborného výcviku na Středním odborném učilišti lesnickém v Hejnicích. V roce 2002 neúspěšně kandidoval do městského zastupitelstva v domovských Hejnicích coby nezávislý kandidát. Ve všech následujících volbách do obecního zastupitelstva (2006, 2010, 2014, 2018 a 2022) byl již úspěšný. Po komunálních volbách 2014 byl zvolen hejnickým starostou a tento post zastává již třetí funkční období v řadě. Od roku 2016 je členem Starostů pro Liberecký kraj (SLK) a v roce 2020 byl na jejich kandidátce zvolen do zastupitelstva Libereckého kraje.
Ve volbách v roce 2024 obhájil z pozice člena hnutí SLK post zastupitele Libereckého kraje.
Ve sněmovních volbách v roce 2025 kandiduje na 5. místě kandidátní listiny hnutí STAN v Libereckém kraji.
Je svobodný, bezdětný a s partnerkou se starají o její koně.